# Blast beats
Blast beats (potocznie blasty) – rytmy używane w ekstremalnych gatunkach metalu i punka. Najprościej rzecz biorąc jest to granie danej wartości (najczęściej ósemki lub szesnastki) na bębnie basowym oraz naprzemienne granie na talerzu czy werblu zachowując 2 razy szybszą wartość (szesnastki lub trzydziestodwójki). Talerz uderzany jest równo z bębnem basowym, a zaraz po nich werbel.